# Narsarsuaq
Narsarsuaq is een kleine plaats in Groenland met ongeveer 160 inwoners. De belangrijkste lokale werkgevers zijn de luchthaven en een hotel. In de ruime omgeving wonen verder een paar honderd mensen, die werken als schaapherder en/of visser. De dichtstbijgelegen plaatsen zijn Narsaq en Qaqortoq, die echter door het volledig ontbreken van wegen slechts bereikbaar zijn per schip of helikopter.

## Luchthaven
Narsarsuaq is de derde internationale luchthaven van Groenland. Wekelijks is er een vlucht naar Kopenhagen in Denemarken. Driemaal per week zijn er vluchten naar Nuuk en verder een tiental helikoptervluchten per week naar Qaqortoq en Narsaq, eenmaal per week naar Kangilinnguit (verder naar Paamiut) of rechtstreeks naar Paamiut. Icelandair vliegt seizoensgebonden naar Reykjavik-Keflavik. Er is een luchtvaartmuseum, een hotel en een kantoor van Air Greenland in de terminal aanwezig.
Het vliegveld werd in 1941 aangelegd door het Amerikaanse ministerie van Defensie voor militaire doeleinden. Het eerste vliegtuig landde in januari 1942. Gedurende de Tweede Wereldoorlog was dit vliegveld de basis voor PBY Catalinas en B-25 Mitchells, die werden gebruikt voor bescherming van schepen van de geallieerden en jacht op Duitse onderzeeboten. Geschat wordt verder dat destijds meer dan 10.000 vliegtuigen hun weg vonden via dit vliegveld.

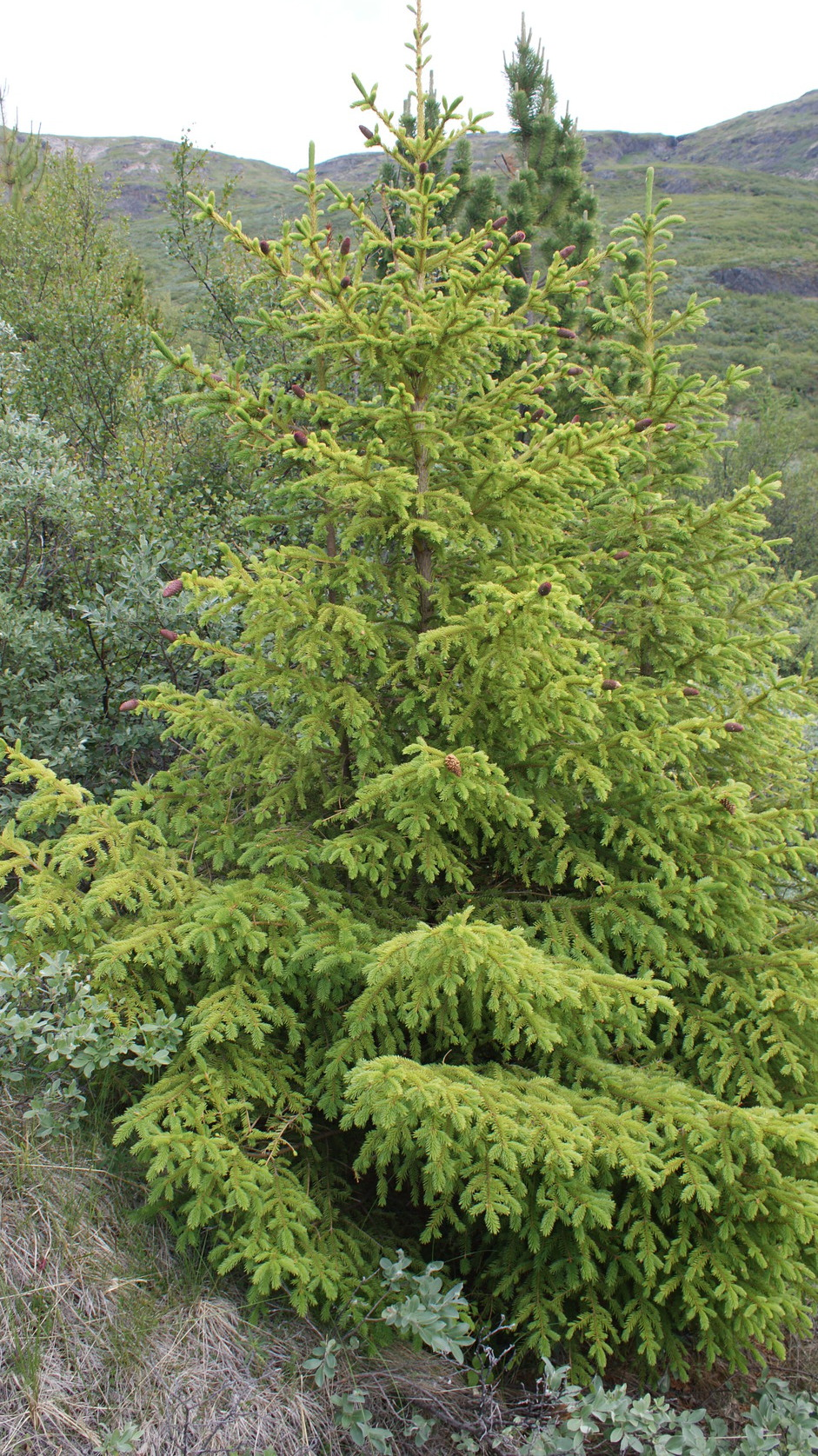
De omgeving van het dorp is een van de meest bosrijke van Groenland.

- Gemeinsame Normdatei: 4353292-5
- MusicBrainz: 170ca067-77cd-46fc-8eb0-2b9668288a88
- Virtual International Authority File: 240065764